# Provincia di Huaral
La provincia di Huaral è una provincia del Perù, situata nella regione di Lima.

## Geografia antropica

### Suddivisioni amministrative
È divisa in 12 distretti  (comuni)
- 27 de noviembre
- Atavillos Alto
- Atavillos Bajo
- Aucallama
- Chancay
- Huaral
- Ihuarí
- Lampián
- Pacaraos
- San Miguel de Acos
- Santa Cruz de Andamarca
- Sumbilca